# أرنست فريدريش غلغ
أرنست فريدريش غلغ (1867-1933) (بالإنجليزية: Ernest Friedrich Gilg)‏ هو عالم نبات ألماني.